# Serinda Swan
Serinda Swan (West Vancouver, 11 de julho de 1984), é uma atriz canadense conhecida por seus trabalhos cinemáticos e televisivos. Atualmente atua como Karla Dixon na segunda temporada da série da Amazon Prime Video, Reacher. De 2019 a 2022, estrelou como Jenny Cooper no drama criminal Coroner, da CBC/CW. Em 2017, estrelou em Inhumans, da Marvel, e em Ballers, da HBO, além de interpretar Anne Bancroft na primeira temporada de Freud (2017). Anteriormente, estrelou como convidada na prequência de Superman, Smallville, da WB/CW, como Zatanna Zatara, uma personagem recorrente inspirada em um personagem da DC Comics que é realmente um mágico. Também estrelou como Paige Arkin no drama Graceland (2013-2015) da USA Network, e como Erica Reed na série dramática Breakout Kings (2011-2012) da A&E. Também é CEO e cofundadora de uma empresa de tecnologia para educacional online nomeada Blueprint.

## Início da vida
Swan teve seu nascimento em West Vancouver, Columbia Britânica, Canadá. Seu pai, Scott Swan, é diretor teatral e ator dono de um estúdio de atuação.

## Carreira
Seu primeiro trabalho como atriz foi em 1989, com um papel pequeno quando tinha apenas cinco anos, no filme Cousins, de Ted Danson e Isabella Rossellini. Uma de suas primeiras aparições nas telas quando já adulta foi no vídeoclipe de "So Happy" Theory of a Deadman, lançado em abril de 2008. Seu primeiro crédito em filmes foi em 2009, na comédia romântica The Break-Up Artist.
De 2009 a 2010, apareceu três vezes na série televisiva, da emissora The CW, Smallville (temporada 8 episódio "Hex", temporada 9 episódio "Warrior", e temporada 10 episódio "Icarus") como Zatanna Zatara. Também atuou como a deusa romana Veritas, no episódio "You Can't Handle the Truth" da sexta temporada de Supernatural, outra série da CW, em 2010.
De 2011 a 2012, Swan estrelou como Erica Reed na série televisiva da A&E, Breakout Kings. Ela revelou que muitas das cenas foram filmadas em prisões reais, enquanto presidiários reais estavam atrás das grades. A série foi cancelada em 17 de maio de 2012.
Swan  interpretou Zera no filme de 2017 de Brent Ryan Green, The Veil. Em março de 2017, foi anunciado que Swan interpretaria Medusa na série Inhumans, da ABC e Marvel. Ela estrelou a série por uma temporada, até 2018, quando a série foi cancelada.
No final de 2018, foi anunciado que Swan estrelaria como personagem principal na futura série televisiva da CBC, Coroner, baseada em Jenny Cooper da série de romances de M.R.Hall. A série estreou em janeiro de 2019 e atraiu um milhão de espectadores por episódio ao longo da primeira temporada. Em junho de 2020, foi anunciado que a rede americana The CW havia selecionado a série durante a pandemia de COVID-19 para preencher horários nobres de programação devido aos bloqueios nos sets de produção. A série estreou em 5 de agosto de 2020, e atraiu mais de 600,000 telespectadores durante cada episódio da primeira temporada, aumentado à medida que as temporadas continuaram. Após quatro temporadas, em junho de 2022, foi anunciado que Swan deixaria a série e seria potencialmente substituída por uma nova atriz ou ator, com um novo personagem como principal. Em setembro de 2022, foi revelado que ela se juntaria ao elenco da segunda temporada da série Reacher da Amazon Prime Video.

## Ativismo
Swan trabalha com diversas caridades, incluindo a Somaly Mam Foundation, Nothing But Nets da Fundação das Nações Unidas, e Heifer International. Também é embaixadora fundadora de Friends to Manking, que se auto-descreve como uma organização sem fins lucrativos que trabalho "juntamente a indivíduos, corporações e organizações humanitárias para o melhoramento da humanidade".

## Filmografia

### Filme
| Ano  | Título                                             | Papel            | Notas       |
| ---- | -------------------------------------------------- | ---------------- | ----------- |
| 2005 | Neal e Nikki                                       | Amanda           |             |
| 2009 | The Break-Up Artist                                | Ashley           |             |
| 2010 | Percy Jackson & the Olympians: The Lightning Thief | Afrodite         |             |
| 2010 | Tron: Legado                                       | Sirene #2        |             |
| 2010 | Random Walk                                        |                  | Filme curto |
| 2011 | Recoil                                             | Darcy            |             |
| 2011 | Creature                                           | Emily            |             |
| 2012 | Wake                                               | Alex             | Filme curto |
| 2012 | The Baytown Oulaws                                 | Jez              |             |
| 2014 | Jinn                                               | Jasmim Walker    |             |
| 2014 | My Sister                                          | Melissa          |             |
| 2015 | Sentient                                           | Mesclado         | Filme curto |
| 2016 | Hit TV: The Prologue                               | Júlia            | Filme curto |
| 2017 | Crowbar Smile                                      | Júlia            | Filme curto |
| 2017 | The Veil                                           | Zera             |             |
| 2017 | Blood Ride                                         | Maggie           | Filme curto |
| 2019 | Shangri-lá                                         | Vera Thompson    | Filme curto |
| 2020 | Revenge Ride                                       | Maggie           |             |
| 2021 | Redemption Day                                     | Kate Paxton      | [ 1 ] [ 2 ] |
| 2021 | Honey                                              | Billie           | Filme curto |
| 2022 | Devotion                                           | Elizabeth Taylor |             |

### Televisão
| Ano       | Título              | Papel                    | Notas                                                        |
| --------- | ------------------- | ------------------------ | ------------------------------------------------------------ |
| 2006      | Supernatural        | Recepcionista Hospitalar | Episódio: "Salvation"                                        |
| 2007      | Exes e Ohs          | Luciane                  | Episódio: "What Goes Around"                                 |
| 2007      | Laços de Sangue     | Mulher jovem             | Episódio: "Heart Of Ice"                                     |
| 2008      | Loch Ness Terror    | Caroleena                | Filme para televisão                                         |
| 2008      | Psych               | Eileen Mazwell           | Episódio: "Murder?... Anyone?... Anyone?... Bueller?"        |
| 2009      | Desperate Escape    | Melissa                  | Filme para televisão                                         |
| 2009      | Hostile Makeover    | Amanda Manville          | Filme para televisão                                         |
| 2009      | Trust               | Tiffany                  | Filme para televisão                                         |
| 2009–2010 | Smallville          | Zatanna Zatara           | Função recorrente; 3 episódios                               |
| 2010      | Supernatural        | Veritas /Ashley Frank    | Episódio: "You Can't Handle the Truth"                       |
| 2011      | Hawaii Five-0       | Alana                    | Episódio: "Ho'ohuli Na'au"                                   |
| 2011–2012 | Breakout Kings      | Érica Reed               | Papel principal; 22 episódios                                |
| 2013      | Republic of Doyle   | Patti Middlebrooks       | Episódio: "Desaparecido"                                     |
| 2013–2015 | Graceland           | Paige Arkin              | Papel principal; 37 episódios                                |
| 2014      | Graceland Insider   | Paige Arkin              | 2 episódios                                                  |
| 2014      | The Tomorrow People | Cassandra Smythe         | Episódios: "Things Fall Apart" e "Endgame"                   |
| 2014      | Chicago Fire        | Brittany Baker           | Papel recorrente; 4 episódios                                |
| 2017      | Feud                | Anne Bancroft            | Episódio: "And the Winner Is... (The Oscars of 1963)"        |
| 2017      | Ballers             | Chloé                    | Papel recorrente; 6 episódios                                |
| 2017      | Inhumans            | Medusa                   | Papel principal; 8 episódios                                 |
| 2018      | Robot Chicken       | Leslie/ Katara           | Papel de voz; episódio: "He's Not Even Aiming at the Toilet" |
| 2020      | The Twilight Zone   | Ellen Lowell             | Episódio: "Downtime"                                         |
| 2019–2022 | Coroner             | Jenny Cooper             | Papel principal; 38 episódios                                |
| 2023–2024 | Reacher             | Karla Dixon              | Papel principal; 8 episódios                                 |